# یورگن مارکوس
یورگن مارکوس (به انگلیسی: Jürgen Marcus) با نام اصلی یورگن بومر (زاده ۶ ژوئن ۱۹۴۸-درگذشته ۱۷ می ۲۰۱۸) خواننده آلمانی بود.
او نماینده لوکزامبورگ در یوروویژن ۱۹۷۶ بود.